# ميلنغافي
ميلنغافي (بالإنجليزية: Milngavie)‏، (/mʌlˈɡaɪ/ ) (بالغيلية الإسكتلندية: Muileann-Ghaidh) هي بلدة في شرق دونبارتونشاير، إسكتلندا، وإحدى ضواحي مدينة غلاسكو، تبعد حوالي 10 كيلومتر (6.2 ميل) من مركز المدينة، وهي بلدة تابعة حيث يسافر الكثير من سكانها العاملين إلى غلاسكو للعمل أو الدراسة.